# Löwendenkmal der Universität Leipzig

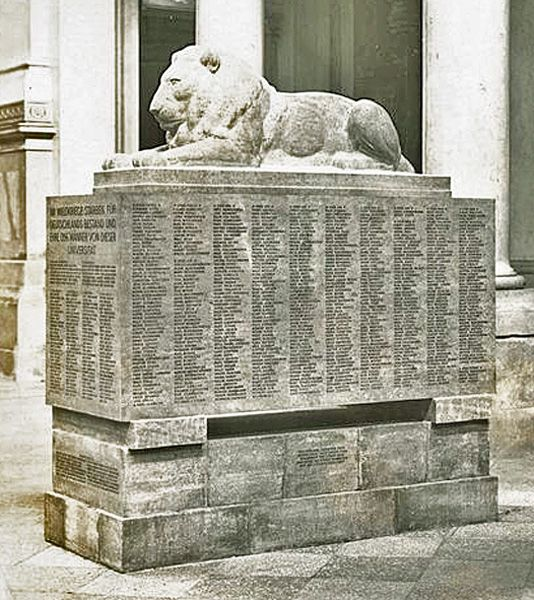
Das Denkmal nach 1924 im früheren Augusteum

Das Löwendenkmal der Universität Leipzig war ein Kriegerdenkmal für die im Ersten Weltkrieg gefallenen 1396 Studenten und Hochschullehrer der Universität Leipzig.

## Geschichte
Die feierliche Enthüllung des von August Gaul (1869–1921) gestalteten und von Max Esser (1885–1945) und Ludwig Nick (1873–1936) vollendeten Denkmals erfolgte am 31. Oktober 1924 in der Wandelhalle im Augusteum der Universität Leipzig. Gestiftet wurde es von dem Fabrikanten und Kommerzienrat Heinrich Toelle aus Blauenthal im Erzgebirge. Es zeigt wie viele derartiger Denkmäler die gedankliche Nähe der Studenten wie auch vieler Professoren zum untergegangenen Kaiserreich und Rechtfertigung des I. Weltkriegs als angeblichem "Verteidigungskrieg". Diese symbolisieren bzw. heroisieren Werte wie Stärke, Wehrhaftigkeit, Treue zum Vaterland und Opferbereitschaft. Dieser Löwe ist als Grablöwe in seiner Funktion zu charakterisieren.
Über den Namen stand:

„IM WELTKRIEGE STARBEN FÜR

 DEUTSCHLANDS BESTAND UND

 EHRE 1396 MÄNNER VON DIESER

        UNIVERSITÄT“

Der Name des ältesten Gefallenen auf dem nicht mehr erhaltenen Sockel war der des Deutsch-Amerikaners Caspar René Gregory (1846–1917), der zugleich der älteste Kriegsfreiwillige im deutschen Heer gewesen war. Der Sockel aus Sandstein, der wie ein Sarg gestaltet war, ist nicht im Zweiten Weltkrieg, sondern im Zuge der Sprengung der Universität 1968 vernichtet worden.

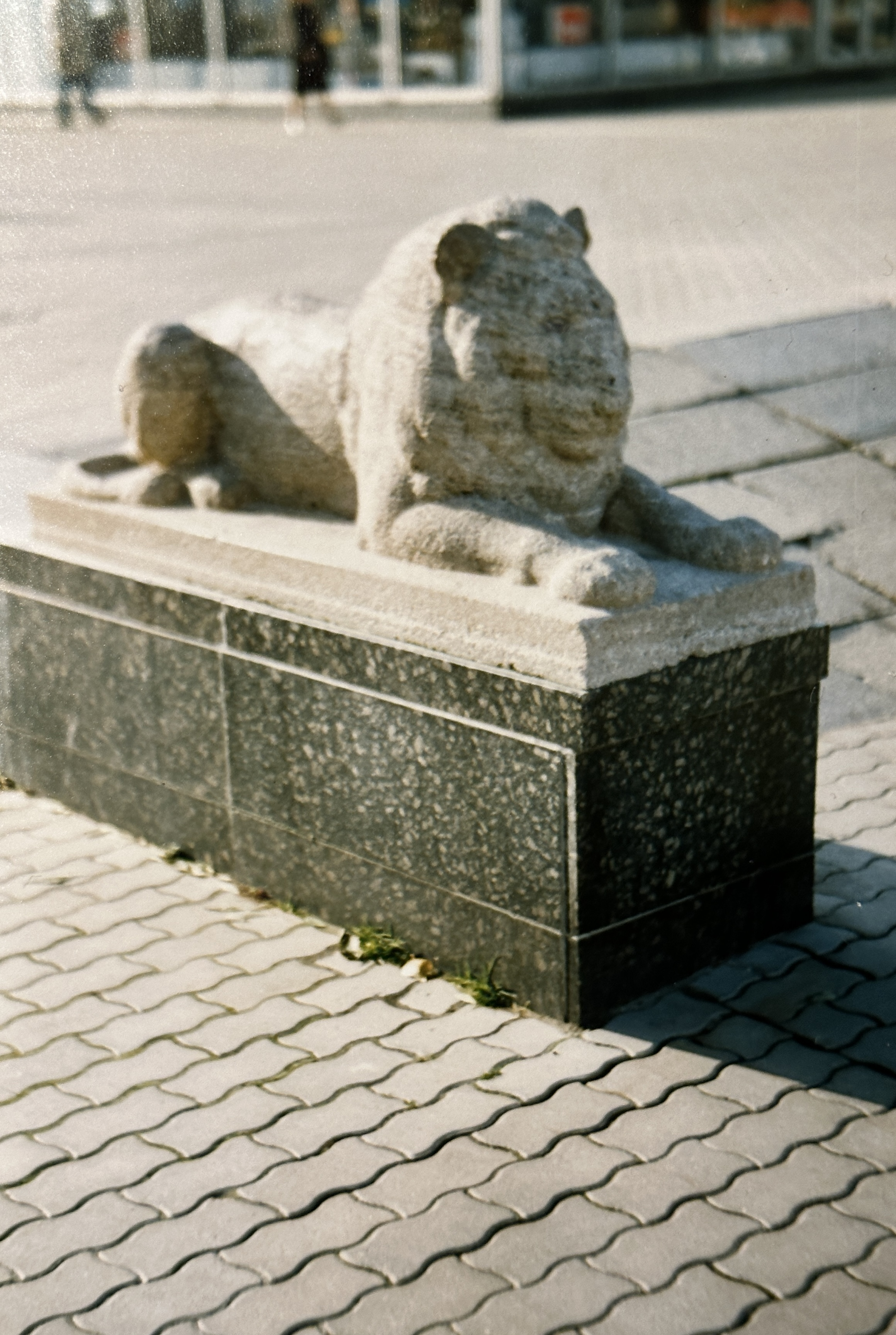
Das Löwendenkmal aus dem Augusteum auf dem Sachsenplatz; 1990er Jahre

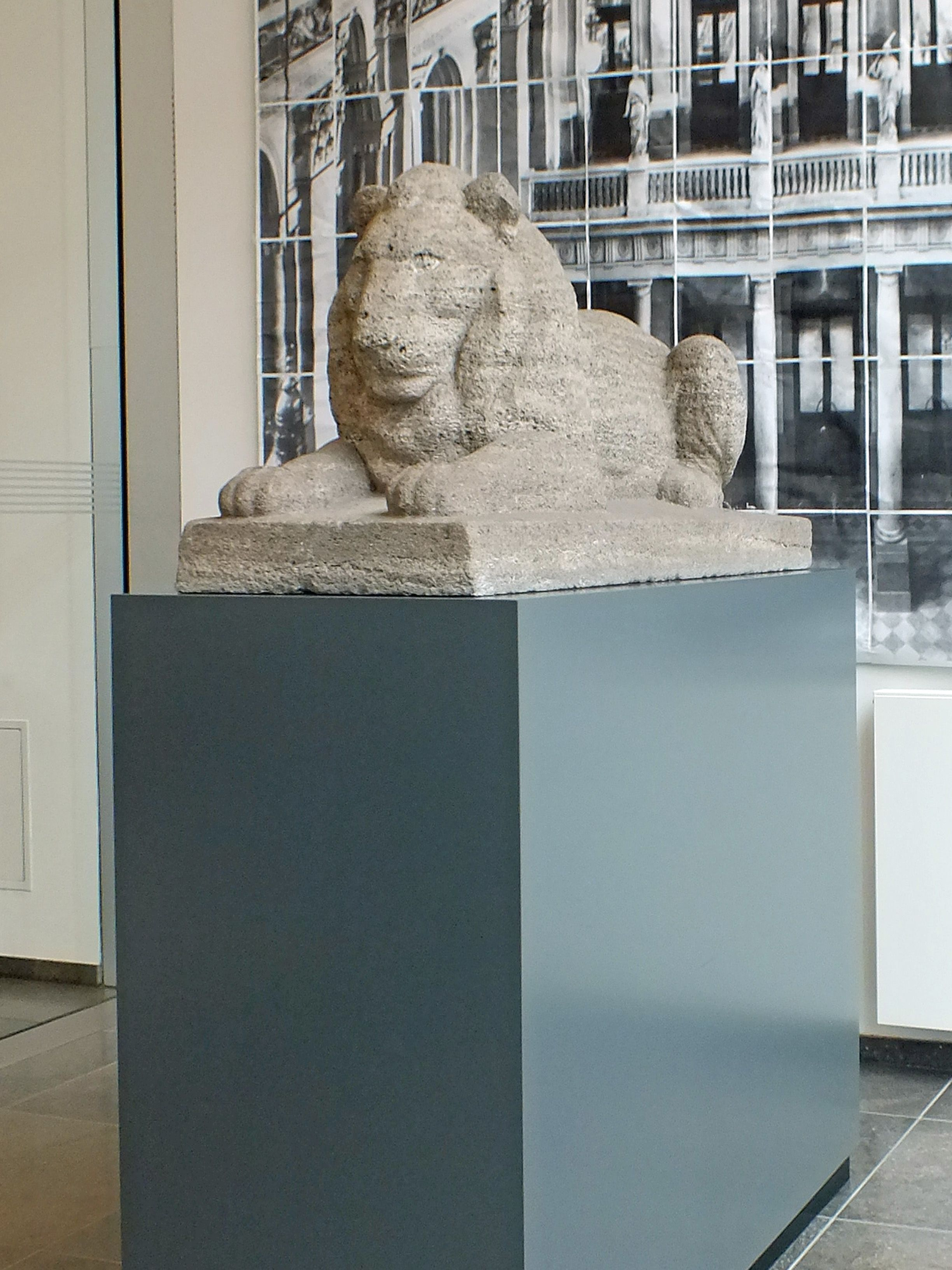
Der Löwe im Neuen Augusteum (2016)

Der Löwe aus Kirchheimer Muschelkalkstein hat nach mehreren Umzügen u. a. im Treppenhaus des Rektoratsgebäudes nunmehr 2014 im Neuen Augusteum seinen definitiven Aufstellungsort gefunden, an einer nicht sehr prominenter Stelle. Dass sein Erhaltungszustand so schlecht ist, liegt nicht zuletzt daran, dass er seit den 1970er Jahren bis 1993 auf dem Sachsenplatz im Freien Wind und Wetter ausgesetzt war.
Die Namen der Gefallenen sind dennoch leicht zu rekonstruieren, aufgrund z. B. einer bereits 1925 erschienenen Schrift zu dem Denkmal, in der die Namen der Gefallenen und deren Studienrichtungen verzeichnet sind. Das verweist auf größere Anstrengungen, da nicht von jedem Gefallenen eine Gefallenenmeldung an die Universität eingegangen war. Vermutlich ist dies in solchen Fällen über die Todesanzeigen in den Tageszeitungen erfolgt.
Nach Siegfried Hoyer war mit 16 % der Anteil an Gefallenen unter den Studenten der Universität Leipzig im Vergleich zu anderen deutschen Hochschulen besonders hoch. Von den 1396 Gefallenen waren 1370 Studenten, 12 Dozenten und Assistenten und 14 Angestellte. Nach neuesten Forschungen muss die Zahl der Toten oder für tot Erklärten und Vermissten allerdings wohl nach oben korrigiert werden.
Die Einweihung fand anlässlich des Rektorenwechsels der Universität statt. Die Einweihungsreden hielten der scheidende Rektor, der Ägyptologe Georg Steindorff (1861–1951), und der Klassische Archäologe Franz Studniczka (1860–1929), der das Denkmal initiiert hatte. Das Denkmal fand auch Erwähnung in der Rede des antretenden Rektors der Universität, des Theologen Franz Rendtorff (1860–1937). Studniczka nannte bei der Einweihung den Löwen „Ausdruck für Heldenkraft und Heldenmut, sogar im Unterliegen“. Anspielend auf vergangene Epochen setzte Studniczka mit Verweisen auf andere Löwendenkmäler fort: „In diesem Sinne hütet z. B. auf dem Schlachtfeld von Chäronea, wo der Makedonenkönig Philipp II. der Unabhängigkeit Griechenlands ein Ende machte, ein steil dasitzender Riesenlöwe das Grab der gefallenen Thebaner, und in Luzern verewigt der sterbende Löwe Thorwaldsens die bis in den Tod bewährte Treue der Schweizergarde des unglücklichen Franzosenkönigs im Jahre 1792.“

## Ähnliche Denkmäler und weitere Bezüge
Auch in Bad Kösen wurde unter den Denkmälern bei der Rudelsburg für die Gefallenen des Kösener Senioren-Convents-Verbandes das große Relief eines Löwen errichtet und im Beisein der Rektoren der Universitäten Halle Paul Menzer (1873–1960) und Leipzig Max Le Blanc (1865–1943) 1926 eingeweiht. Selbst auf einigen Leipziger Korporationshäusern ließ man Denkmäler für die gefallenen Mitglieder errichten. Das waren die Universitätssängerschaft Paulus, die Sängerschaft Arion, das Corps Saxonia und die Landsmannschaft Cheruscia, von denen nur letzteres erhalten blieb und sich seit 2010 auf dem Haus der Landsmannschaft Plavia-Arminia Leipzig befindet. Die Namen von 13 der insgesamt 39 Cherusker stehen sowohl auf dem Löwen als auch auf dem Relief des „Hermann“, welches sich auf das Hermannsdenkmal im Teutoburger Wald bezieht. Hinzuweisen ist, dass die Landsmannschaft Cheruscia Leipzig auch ein Ehrenbuch für ihre Gefallenen herausgeben hatte, aus dem dieser Zusammenhang klar zu ersehen ist. Darin ist auch eine Abbildung des Löwendenkmals im Augusteum enthalten.